# Magdalenski domovi
Magdalenski domovi na Irskem in v Veliki Britaniji se bili poimenovani po Mariji Magdaleni. Vodili so jih različni redovi katoliških nun (Sestre usmiljenke, Irske dobrodelne sestre, Sestre naše dobrodelne gospe, Sestre dobrega pastirja in drugi). Napačno je mišljenje, da so jih vodile »Sestre magdalenke«.

## Zgodovinsko ozadje in družbene razmere
Irski magdalenski domovi izvirajo iz spokorniškega gibanja v Angliji v 18. stoletju, ki je ustanovilo dom za prostitutke, t. i. Whitechapel Magdalene hospital leta 1758 v Londonu. Prvi takšen dom na Irskem, magdalenski dom v Dublinu, (samo za protestantska dekleta) je bil ustanovljen na ulici Lower leta 1767. Katoliški magdalenski dom v Corku so ustanovili leta 1800 in kmalu so ustanovili tudi druge, temu podobne domove po vsej državi. Domove, sprva mišljene kot kratkoročni azil, so v začetku vodili laiki.
V domove so prihajala dekleta, ki naj bi »ogrožala« javnost, vendar ni bilo nujno, da so bile kriminalke. Zaradi tedanjih družbenih razmer so bili domovi namenjeni sprva prostitutkam, za njimi pa so vanje sprejemali neporočene matere, pa tudi druga dekleta, ki so v družbi in/ali družini veljala za preveč neumna, preveč inteligentna, bila posiljena, seksualno zaznamovana ali pa preprosto preveč revna. V domovih so bile do konca življenja, le redko katera jih je zapustila prej. Domovi so tako postopoma postali neke vrste priročna rešitev za različne družbene probleme, saj nad njihovim upravljanjem, vodenjem in dejanskimi razmerami niso bdele socialne službe, država, sodstvo in policija.